# Годы странствий
Годы странствий (фр. Années de pèlerinage) — тематический сборник из 26 фортепианных пьес Ференца Листа.

## Общие сведения
Пьесы написаны в разные годы и собраны в четыре тетради: «Первый год. Швейцария» (пьесы сочинены в 1848–1854), «Второй год. Италия» (1837–1849), добавление ко второй (итальянской) тетради «Венеция и Неаполь» (1859), «Третий год» (без подзаголовка; 1867–1877). 
Пьесы озаглавлены на французском, итальянском и латинском языках; многие ноосят программный характер (топонимы, артефакты изобразительного искусства, памятники западноевропейской литературы и прочие немузыкальные «источники вдохновения»). Хотя отечественные музыковеды часто называют «Годы странствий» Листа «циклом», на практике отдельные пьесы часто исполняются как самостоятельные музыкальные произведения, вне всякой связи (драматургической, тематической и т.д.) с другими. Исполнители на концертах и в аудиозаписи также зачастую объединяют отдельные пьесы сборника в тематические или жанровые блоки, наподобие инструментальных сюит.

## Состав

### Первый год. Швейцария
Примерное время звучания: 49 минут
1. Капелла Вильгельма Телля (Chapelle de Guillaume Tell)
2. На Валленштадтском озере (Au lac de Wallenstadt)
3. Пастораль (Pastorale; E-dur)
4. У источника / На берегу ручья (Au bord d'une source)
5. Буря / Гроза (Orage)
6. Долина Обермана (Vallée d'Obermann)[2]
7. Эклога (Eglogue)
8. Тоска по родине (Le mal du pays)
9. Женевские колокола. Ноктюрн (Les cloches de Genève: Nocturne)

### Второй год. Италия
Примерное время звучания: 54 минуты
1. Обручение (Sposalizio)
2. Мыслитель (Il Penseroso)[3]
3. Канцонетта Сальватора Розы (Canzonetta del Salvator Rosa)
4. Сонет Петрарки № 47 (Sonetto 47 del Petrarca)
5. Сонет Петрарки № 104 (Sonetto 104 del Petrarca)
6. Сонет Петрарки № 123 (Sonetto 123 del Petrarca)
7. По прочтении Данте, соната-фантазия (Après une lecture du Dante, fantasia quasi sonata)[4]

### Второй год (добавление). Венеция и Неаполь
Примерное время звучания: 19 минут
1. Гондольера (Gondoliera)
2. Канцона (Canzone)[5]
3. Тарантелла (Tarantella)

### Третий год
Тематического подзаголовка нет. Примерное время звучания: 50 минут
1. Молитва к ангелам-хранителям (Angélus! Prière aux anges gardiens)[6]
2. Кипарисы виллы Эсте № 1. Траурная песнь (Aux cyprès de la Villa d'Este I: Thrénodie)
3. Кипарисы виллы Эсте № 2. Траурная песнь (Aux cyprès de la Villa d'Este II: Thrénodie)
4. Фонтаны виллы Эсте (Les jeux d'eaux à la Villa d'Este)
5. Sunt lacrymae rerum[7] (в венгерской манере / en mode hongrois)
6. Траурный марш (Marche funèbre, en mémoire de Maximilien I, Empereur du Mexique)
7. Sursum corda[8]

## Аудиозаписи
В большинстве аудиозаписей исполняются отдельные пьесы или псевдо-сюиты (тематические блоки). «Годы странствий» в полном объёме записали (среди прочих) Джером Роуз (1973; первая полная аудиозапись), Лазарь Берман (дважды — записи 1977 и 1995–1996), Дьердь Цифра (релиз 1977), Енё Яндо (зап. 1992), Лесли Ховард (зап. 1990, 1995–1996), Бертран Шамайю (зап. 2011). Неполные записи сборника осуществили Хорхе Болет (1-й и 2-годы, с дополнением; зап. 1982–1983), Альфред Брендель (1-й и 2-годы с дополнением, релиз 1986), Золтан Кочиш (3-й год, 1986). Возможно, первая аудиозапись пьесы из сборника («У источника», тетрадь 1) принадлежит Клаудио Аррау, она была выпущена на немецком лейбле Grammophon в 1928 году.